# Jules Evarist van Biesbroeck
Jules Evarist van Biesbroeck (* 11. April 1848 in Gent, Belgien; † 19. Juli 1920 in Bordighera, Italien) war ein belgischer Maler und Ziseleur.

## Leben
Jules Evariste wurde zwischen 1859 und 1870 an der Akademie der Schönen Künste in Gent ausgebildet. Wie auch sein Vater lernte er zuerst die Ziselierkunst, die er bereits seit 1861 beruflich ausübte.
Sein malerisches Debüt feierte er 1871 im Salon von Gent mit dem Bild „Œdipe et sa fille se rendant en exil“ (Ödipus und seine Tochter gehen ins Exil). In den folgenden Jahren nahm er regelmäßig an den Ausstellungen in Gent, Brüssel und Antwerpen teil. Von 1872 bis 1874 reiste er nach Neapel und Portici in Italien. Bereits 1878 reiste er anlässlich des zweiten Platzes in der Vorausscheidung zum Preis von Rom erneut nach Italien, das mit der Zeit zu seiner zweiten Heimat wurde. Ab 1876 wurde er Porträtmaler für das Genter Bürgertum, 1881 wurde er Mitglied in der Künstlerriege des Kunst- und Literaturzirkels von Gent. 1879 wurde er zum Professor an der Akademie der Schönen Künste in Gent ernannt, wo er bis 1908 blieb und Maler wie Gustave de Smet, Frits van den Berghe, Gustave Van de Woestyne und Hippolyte Daeye zu seinen Schülern zählten. Ab 1892 arbeitete er mit Jean-Joseph Delvin an einer Neuorganisation der Akademiekurse und widmete sich der Ausbildung seines Sohnes Jules Pierre. Nach seiner Akademiekarriere reiste er alljährlich nach Bordighera, wo er seinem ursprünglichen Beruf als Ziseleur nachging. Mit Beginn des Ersten Weltkriegs wanderte er komplett nach Bordighera aus.